# GNU Debugger
GNU Debugger (GDB) – debugger będący częścią projektu GNU, napisany w 1988 r. przez Richarda Stallmana. Program obsługuje wiele architektur komputera i jest dostępny dla wielu systemów operacyjnych. Potrafi otworzyć bardzo dużo formatów binarnych, zawdzięcza to BFD. Zazwyczaj zamiast pełnej nazwy używa się akronimu GDB. GNU Debugger jest dostępny na warunkach licencji GNU General Public License.
GNU Debugger działa w trybie tekstowym, lecz zdecydowana większość zintegrowanych środowisk programistycznych posiadających interfejs graficzny potrafi prezentować wyniki działania GDB. Takie możliwości oferują także programy typu front-end jak GNU Visual Debugger czy Data Display Debugger. Przyjazny interfejs do GDB zapewnia także standardowo edytor Emacs.
W skład GDB wchodzi między innymi PSIM, napisany w rozszerzonym języku C emulator instrukcji procesorów z rodziny PowerPC, który był samodzielnym projektem rozwijanym przez Andrew Cagneya w latach 1994–1996.